# Prayopavesa
Prayopavesa (v sanskrtu प्रायोपवेशनम्, doslova „sebevražda skrze půst“) je praxe v hinduismu, která označuje sebevraždu půstem, u člověka, který nemá žádnou touhu ani ctižádost v životě, a žádné povinnosti v něm zbývající. Je také povolena v případech terminálního stádia nemoci nebo v rámci velkého zdravotního postižení.